# Kharik
Khārīk (persiska: خار يک, Khār Yek, خاريک) är en ort i Iran.   Den ligger i provinsen Mazandaran, i den norra delen av landet, 180 km nordost om huvudstaden Teheran. Antalet invånare är 595.
Terrängen runt Khārīk är platt. Runt Khārīk är det ganska tätbefolkat, med 111 invånare per kvadratkilometer. Närmaste större samhälle är Sari, 8,2 km söder om Khārīk. Runt Khārīk är det i huvudsak tätbebyggt.